# فیلیپ بوکارا
فیلیپ بوکارا (فرانسوی: Philippe Boccara‎؛ زادهٔ ۶ ژوئیهٔ ۱۹۵۹) قایقران کایاک اهل فرانسه است.